# 馬自達RX-8
馬自達RX-8（日语：マツダ・RX-8）是由日本馬自達汽車公司所製造的四門（雙門對開）四座轎跑車，在2001年的北美國際車展（North American International Auto Show）上首度發表。該款車搭載654c.c. X 2 13B-MSP Renesis型雙轉子引擎作為動力來源，原廠開發代號為「J60」。自2012年6月RX-8停產以來，全球車壇上以轉子引擎作為動力來源的量產車便暫時停產。

## 概要
1989年原廠展開「臭鼬計劃」（スカンクワークス），召回原先在美國加州爾灣設計中心的田島誠思擔任此計劃負責人，並在橫濱設置研發造型開發中心。由於田島曾擔任第三代RX-7的造型初稿設計，因此由他臨危受命主持該計劃；而後來的心血結晶便是1995年在東京車展上亮相的概念車RX-01。

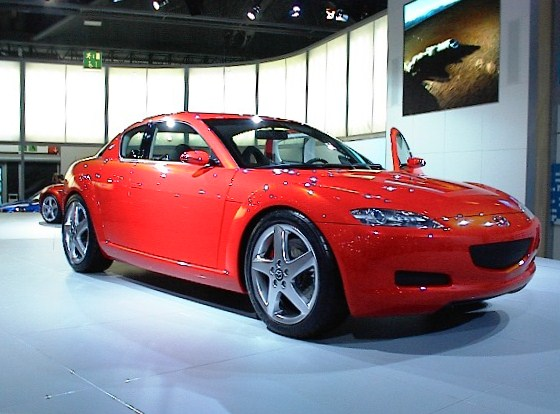
RE-EVOLV概念車

1996年6月馬自達首位非日本籍、由美國福特汽車外派的社長亨利·華勒斯（Henry G. Wallace）上任，他認為應該專注於轎車和SUV產品，並放棄跑車這塊小眾市場。同年擔任馬自達商品開發本部部長的馬丁·里奇（Martin R. Leach）則持反對意見，他認為轉子引擎就是馬自達的象徵，應當保留下來。於是，1999年東京車展上發表另一款名為「RX-EVOLV」的概念車。
RX-8是一輛前中置引擎、後輪驅動的四座雙門對開（quad coupe）轎跑車，由於引擎安裝在前軸後方、油箱安裝在後軸前方，此配置方式達到52：48的車重分配。該車款使用馬自達FE平台，前輪採傳統雙A臂懸吊系統，後輪則為每邊各有五連桿的多連桿懸吊系統。此外，ABS防鎖死煞車系統、EBD電子煞車力道分配系統與DSC車身動態穩定系統皆被列為標準配備。

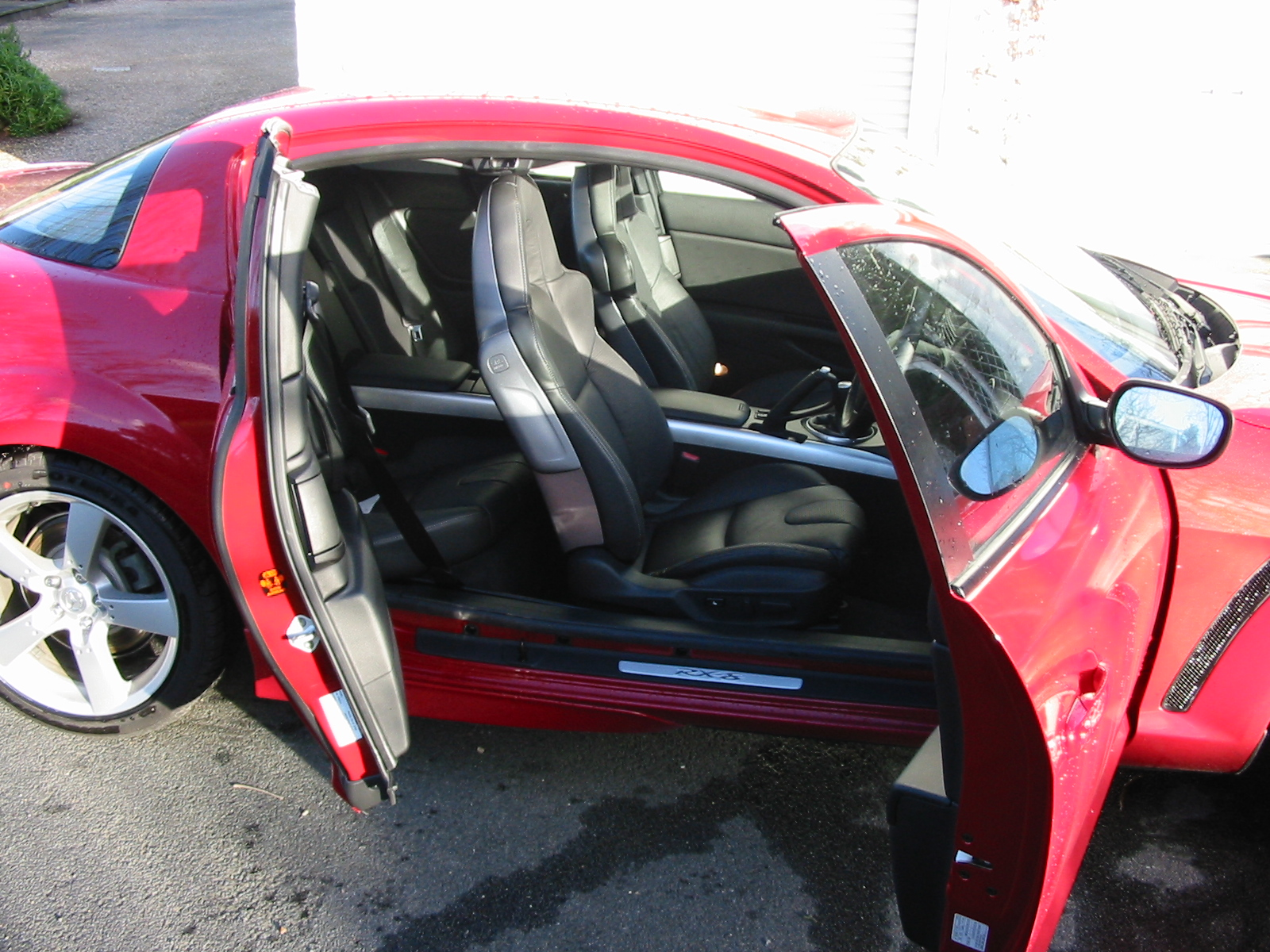
2+2座椅與雙門對開式車門

除了雙轉子引擎外，2+2座椅與雙門對開式車門成為其獨到之處。原廠為了增加實用性以爭取更多客源，刻意在駕駛座之後增加第二排座椅，讓喜愛駕駛樂趣、卻有小家庭的車主可以容納更多乘員。由於增加第二排座椅，故採用中間沒有B柱設計的雙門對開式車門，但某些堅持純種跑車風格的車迷卻認為RX-8不算是馬自達RX-7的後繼車款，況且其動力系統的疲弱也惹來不少非議（高馬力型的最大馬力250ps，但RX-7最終版本RX-7 Spirit R Type-A動力已達日本車廠自主上限的280ps）。
2003年11月，RX-8榮獲2004年度第13屆RJC年度風雲車（RJCカー・オブ・ザ・イヤー）大獎，而13B-MSP型轉子引擎亦榮獲該年度最佳技術大獎。此外，美國《人車誌汽車雜誌》（Car and Driver Magazine）在2004至2006連續三年將RX-8列入年度十大好車；13B-MSP型轉子引擎也曾在2004至2005連續二年獲得華德十大最佳汽車引擎之獎項。

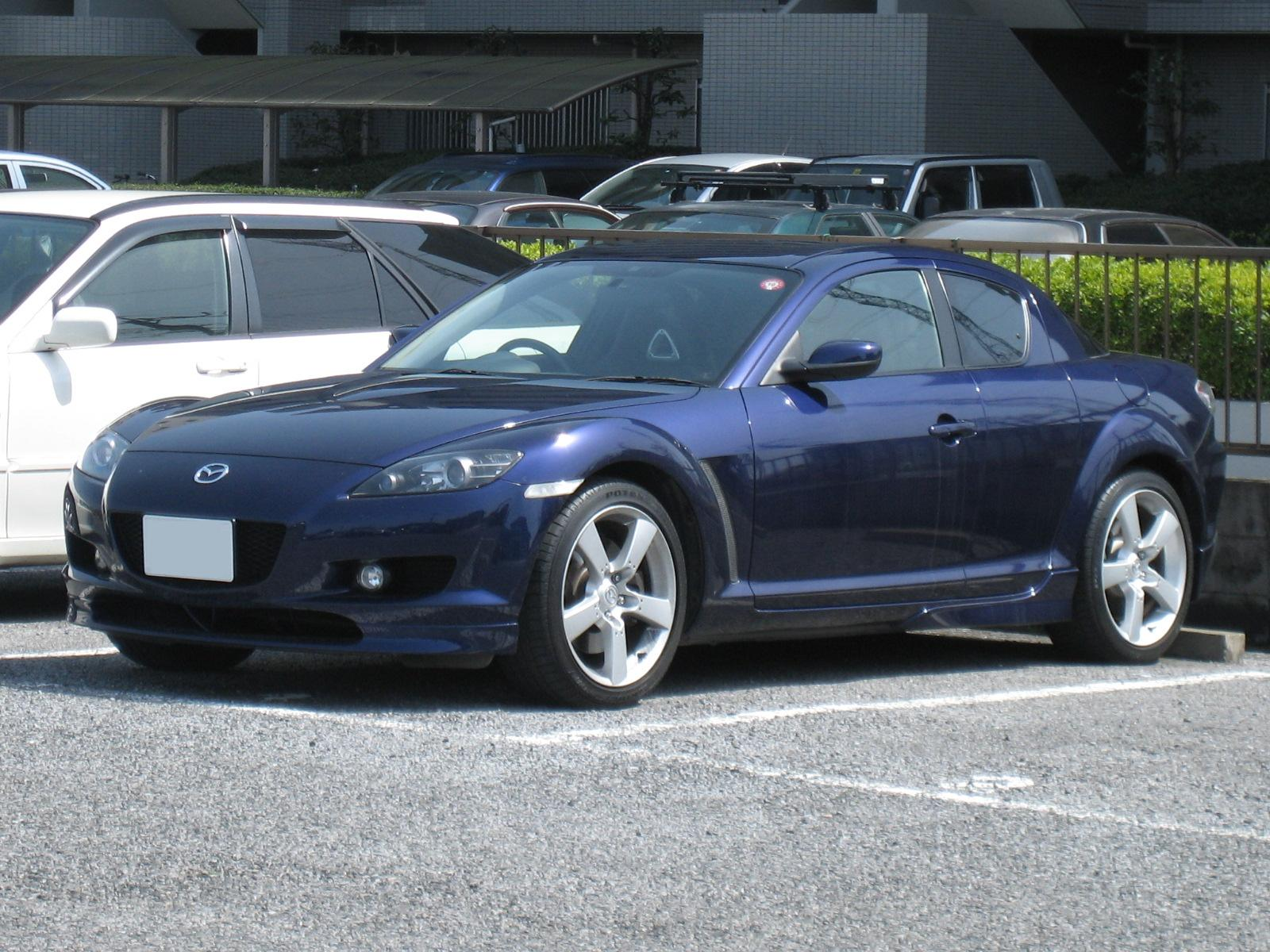
車頭
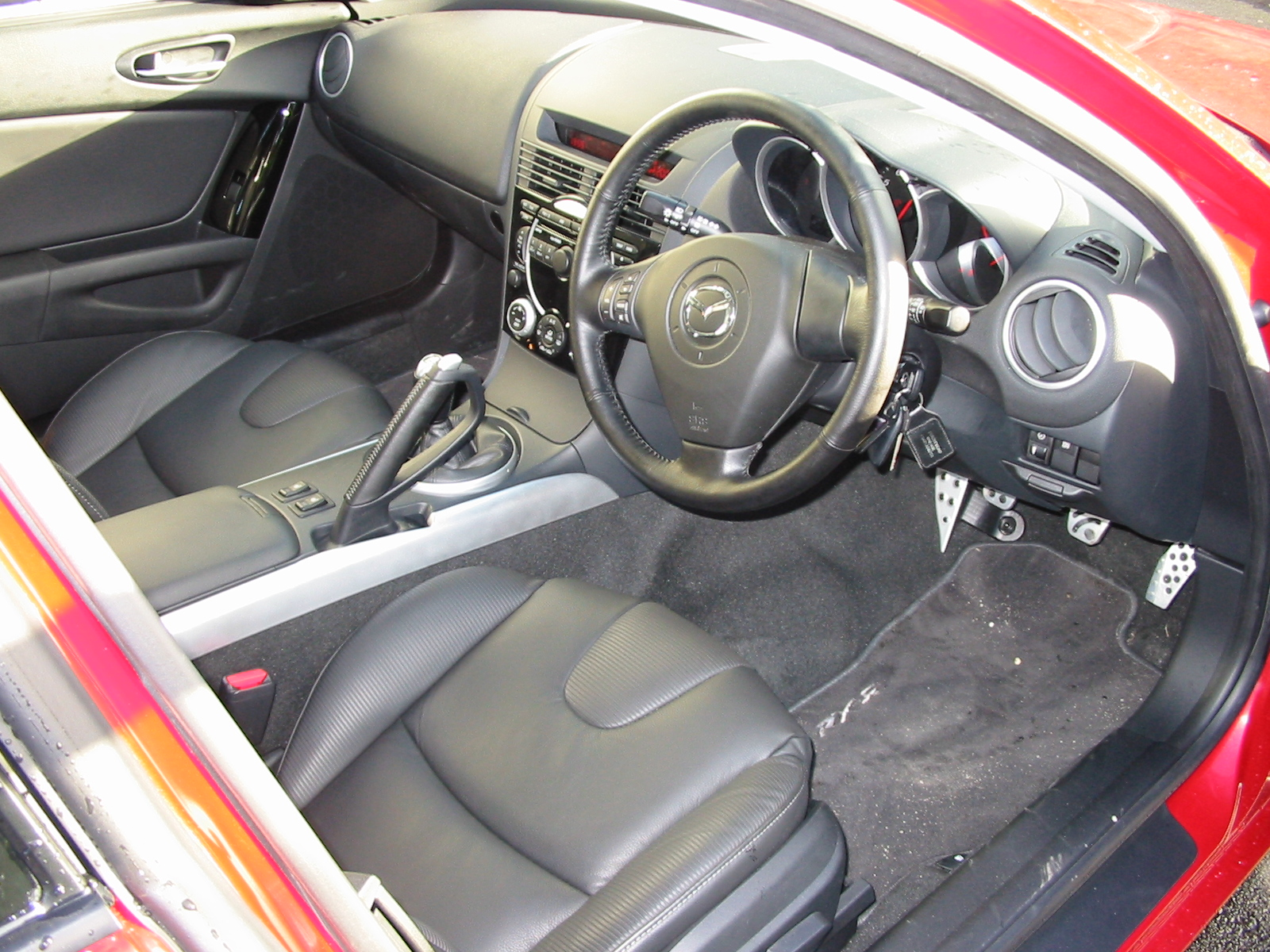
右駕版車室內裝
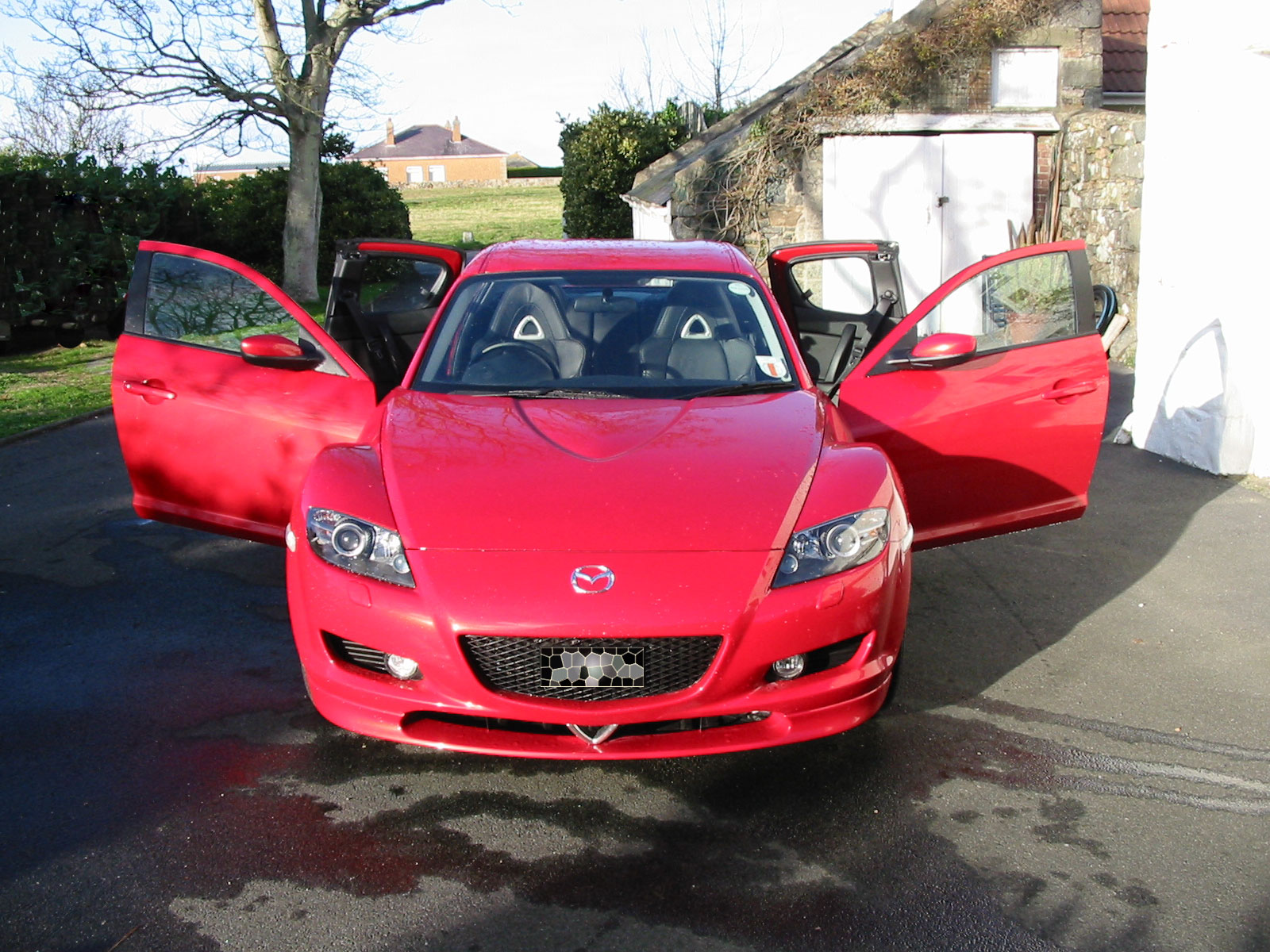
車門全部開啟狀態
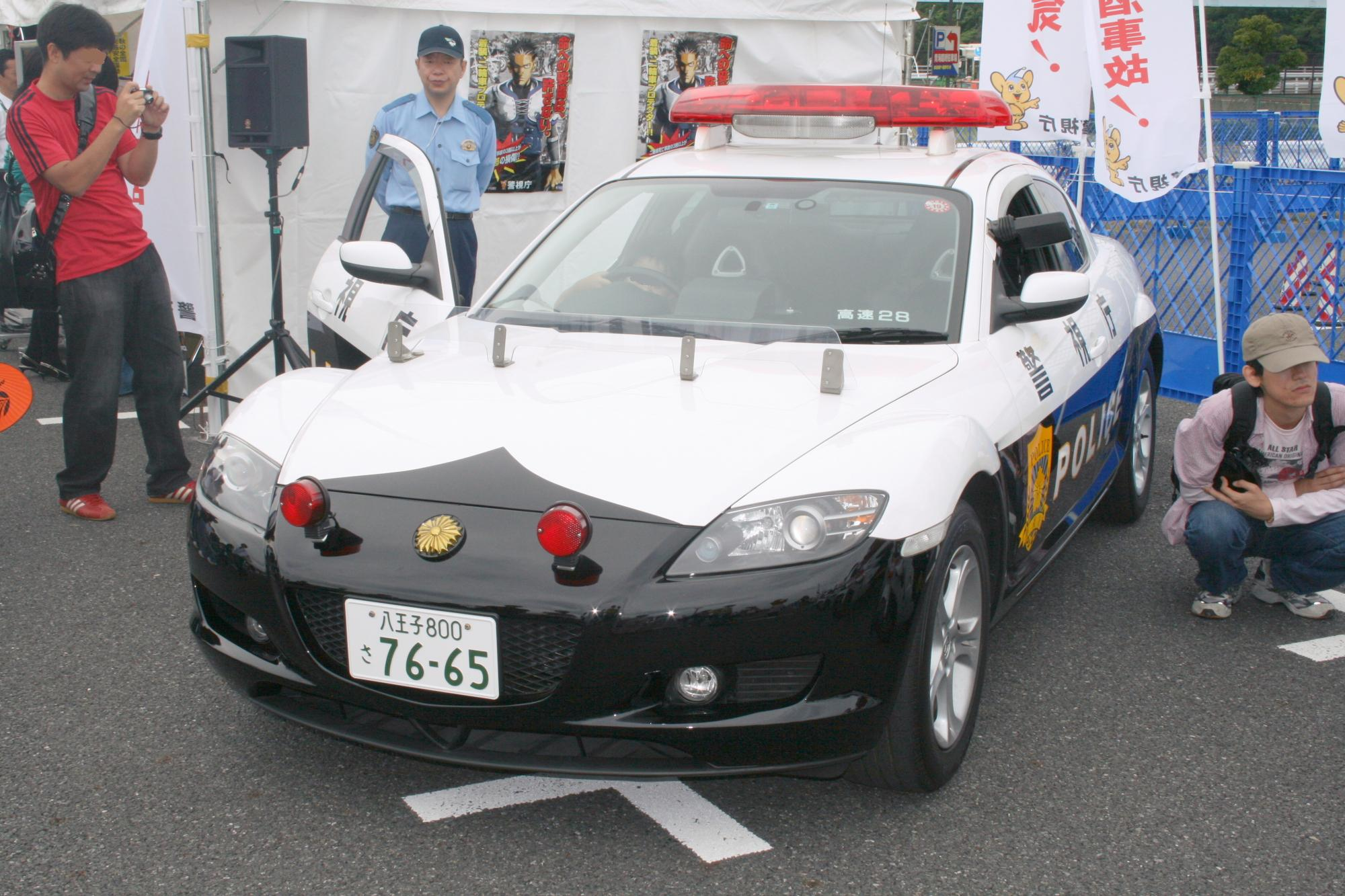
日本警視廳警車
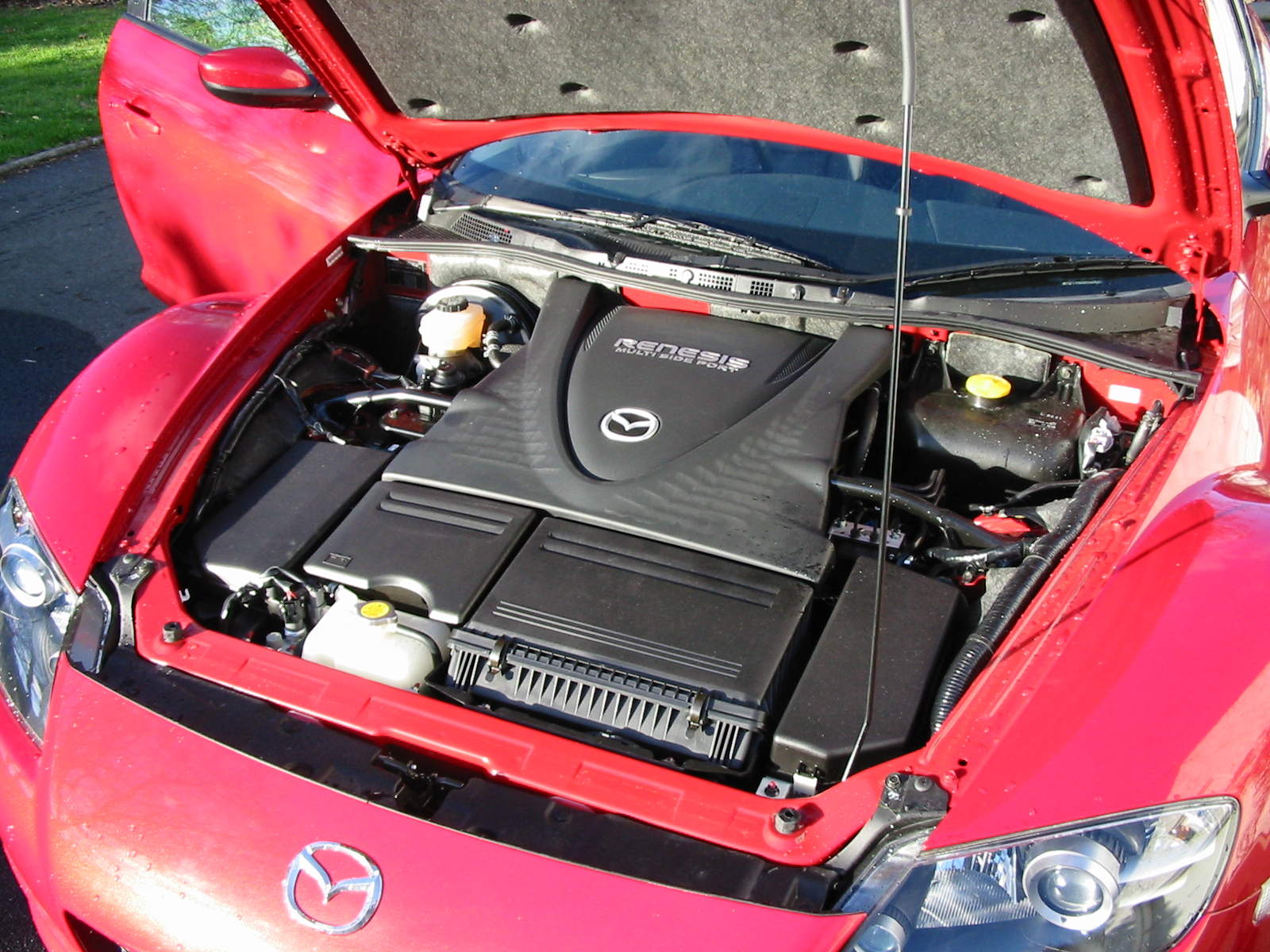
RENESIS轉子引擎

## 引擎

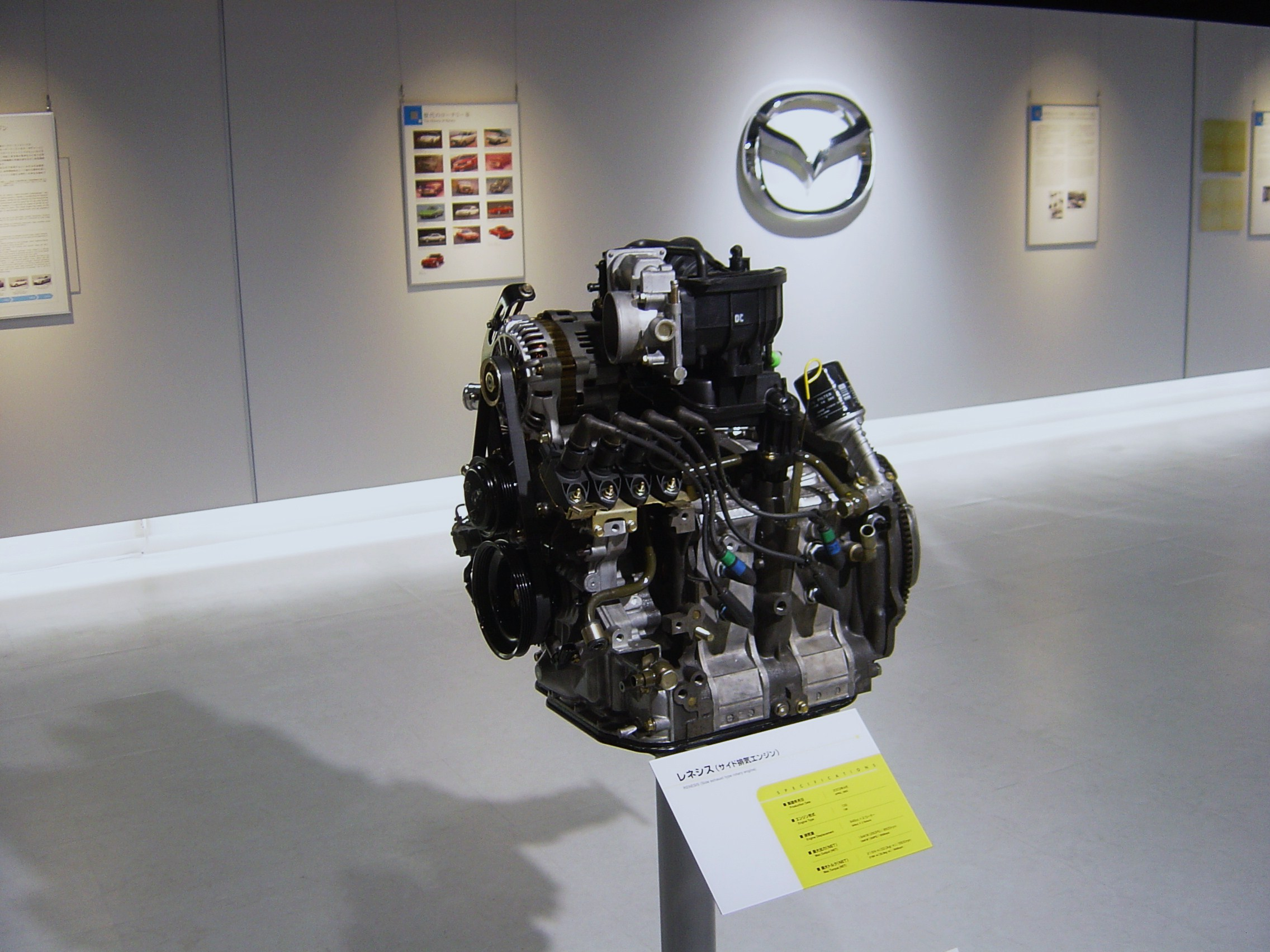
馬自達博物館展示的RENESIS轉子引擎

馬自達RX-8採用的雙轉子引擎代號為13B-MSP Renesis（MSP意為多重側邊氣埠），以第二代RX-7的13B型引擎為基礎，排氣量依舊維持654C.C. X 2，但兩者主要的差異在於13B-MSP型將排氣埠移往燃燒室的側面，因為以往轉子引擎的碳氫化合物（HC）排放量比傳統往復式活塞引擎多，過去的技術無法解決改為側排後導致的積碳與可靠性，如今引擎內的油封與側油封（side seal）之間增加一塊可切換型油封（cut-off seal）。這種新設計的好處是消除進、排氣道的正時開啟重疊，確保廢氣不會停滯或被帶到下一個進氣行程。每個轉子室各有兩個排氣道，比前一代13B型引擎多出兩倍的排氣道面積，所以可以延後排氣道的開啟時機以拉長膨脹行程，增加引擎的熱效率和動力輸出，亦改善油耗表現。
既然關鍵技術「側排氣埠」出現，工程師可以更自由地設計其外型輪廓，於是馬自達推出六排氣道的高馬力型與四排氣道的標準馬力型，順應全球不同的市場特性。此具轉子引擎的性能以下表列出：
|          | 高馬力型                                | 高馬力型                                | 標準馬力型                              | 標準馬力型                              |
| -------- | --------------------------------------- | --------------------------------------- | --------------------------------------- | --------------------------------------- |
|          | 日本、北美、澳洲                        | 歐洲                                    | 日本、北美、澳洲                        | 歐洲、臺灣                              |
| 最大馬力 | 184kw（250ps / 247hp） @8,500rpm        | 177kw（240ps） @8,200rpm                | 154kw（210ps / 207hp） @7,200rpm        | 141kw（192ps） @7,000rpm                |
| 最大扭力 | 216N·m（22.0kg-m / 159lb-ft） @5,500rpm | 211N·m（21.5kg-m / 155lb-ft） @5,500rpm | 222N·m（22.6kg-m / 164lb-ft） @5,000rpm | 220N·m（22.4kg-m / 162lb-ft） @5,000rpm |
| 轉速速限 | 9,000rpm                                | 9,000rpm                                | 7,500rpm                                | 7,500rpm                                |

## 特別版
- True Red Style

2004年日本地區短暫上市，以純紅色外觀搭配小幅度修改的黑色內裝為主。
- Shinka

2005年在日本、美國推出，車身塗裝為黑莓色配合羊毛絨之內裝座椅，搭載倍適登（Bilstein）避震器；2006年車色新增紅銅、鐵灰與珍珠白三色。
- Evolve

2006年針對英國市場發售，限量500輛。有著紅銅與湛藍兩種專屬車色、18x8J銀色鋁合金鋼圈、車頭氣壩裝上拋光的轉子造型標誌、銀黑色寶石型頭燈、運動型後視鏡、前輪拱拋光鋁製魚鰓散熱口、C柱個性化裝飾及刻有Evolve字樣的鍍鉻排氣管。
- PZ

2006年5月於英國上市，該版由英國著名賽車改裝團隊Prodrive操刀，配備有六速手排變速箱、義大利OZ Racing製造的18吋十爪鋁合金鋼圈、後尾翼、德國倍適登阻尼器與德國Eibach避震器彈簧，以及雙尾管排氣系統。
- Nemesis

Nemesis是RX-8在英國市場的第三款特别版，限量350輛。車身塗裝有紅銅色與湛藍色，且車頭進氣壩裝上拋光的轉子造型標誌，前輪拱裝有拋光鋁製魚鰓散熱口，B柱貼有專屬的轉子圖樣飾徽。內裝部分則有恆溫空調、九聲道的Bose音響、六片裝CD換片箱、電動調整方向加熱座椅等。
- Kuro

在英國推出，限量500輛，獨特之處在於淺灰色內裝與閃爍雲母黑（Sparkling black mica）的車色塗裝。
- 轉子引擎40周年紀念版

2007年8月同步在日本和美國市場發售，不過日規版車色塗裝為水晶白、白色內裝；美規版則為鐵灰色塗裝、紅色內裝、新樣式的鋁合金鋼圈與經過重新調校的懸吊系統。
- Mazdaspeed

2003年12月在日本市場推出限量300台的「RX-8 Mazdaspeed Version」，除了Mazdaspeed空力套件、避震器、排氣管，並重新調校引擎包含引擎控制模組、進排氣系統、火星塞、空氣風道等。2004年8月日本市場復推出限量180台的「RX-8 Mazdaspeed Version II」，以Type S車型為基礎外加新設計的防盜鑰匙、引擎控制模組、進排氣系統、降低回壓的跑車聲浪排氣管、火星塞、重新平衡的偏心曲軸、輕量化飛輪、高效率油冷器、高低可調阻尼減震筒、高係數彈簧、拉桿與大型防傾桿、全車空力套件等。
- Sport Prestige Limited

2004年11月於日本市場推出「Sport Prestige Limited」特仕車，包含加大直徑的煞車碟盤、鍍鉻輪圈、後擾流板、乳白色真皮座椅等，懸吊系統新設硬質泡沫懸吊橫樑，前後防傾桿的直徑從12.5mm加粗成14.0mm。通過加強連接左右前柱上部的前端板，以及在後保險桿頂部增加點焊等措施以加強車身剛性。2005年10月日本復推出「Sport Prestige Limited II」，新增車頭下擾流板、車尾小鴨尾擾流板、18吋霧銀色鋁圈、米黃色內裝及座椅、四種專屬車色塗裝等。
- Hydrogen RE

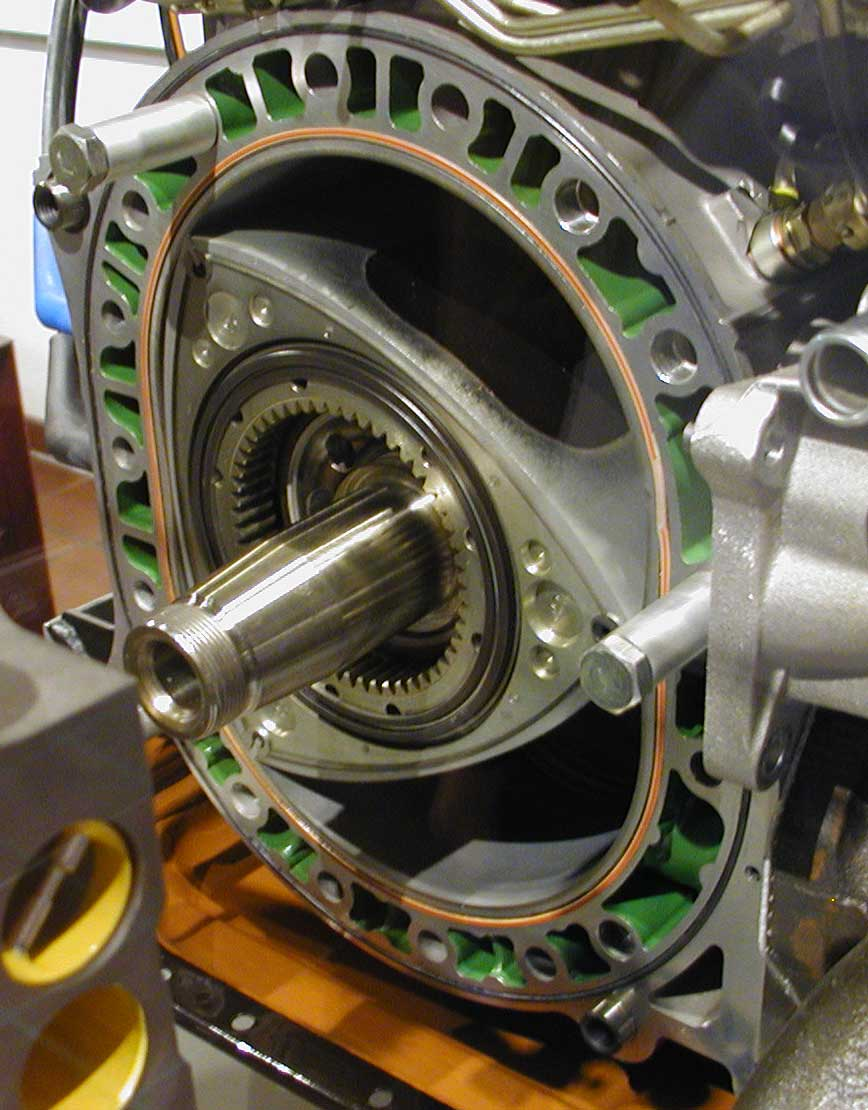
馬自達開發的氫轉子引擎燃燒室斷面

早在1991年，馬自達就開發並測試第一輛氫動力轉子引擎原型車，名為馬自達HR-X；1993年更發表改良過的馬自達HR-X2。後來在2004年的底特律國際車展上，馬自達介紹RX-8 Hydrogen RE概念車，這是一部氫氣及汽油雙燃料轉子引擎車。2006年2月，日本國土交通省批准RX-8 Hydrogen RE的租賃業務，馬自達生產一批此種類型的RX-8交付給岩谷產業、出光興產等兩家公司使用。而在2009年4月，馬自達參加挪威的HyNor計畫（在挪威首都奧斯陸至西岸沿海的Stavanger之間，打造一條580公里長的氫氣實驗道路，於沿途設置氫氣加氣站，以利氫氣動力車輛補充燃料），交付30輛氫氣燃料車進行實路測試。
- True Red style

2006年3月在日本市場問世，包含輛紅色外觀塗裝、18吋鋁合金輪圈、跑車化懸吊系統、黑色皮革座椅、手煞車拉桿、方向盤等內裝。
- Spirit R

2011年11月24日起開賣，限量1,000輛且僅限日本市場。外觀方面：頭尾燈與霧燈改為黑色邊框處理，紅色塗裝的煞車卡鉗，塗裝包含金屬灰、雲母黑、水晶白等三色。Type RS六速手排車型具有古銅色鋁合金輪圈與225/45R19輪胎，Type E六速自排車型則為槍灰色鋁圈、225/45R18外胎、強化制動系統與運動化懸吊系統。內裝方面：除了專屬Spirit R徽飾外，另有黑色鋼琴木中央鞍座飾板、雙前座正面安全氣囊及側面安全氣簾。Type RS版还Recaro紅黑雙色賽車座椅，Type E車型則是跑車座椅、方向盤與手煞車拉柄皆以真皮製成，且車室內均以紅色車縫線點綴。翌年4月宣布追加生產1,000輛，直至2012年6月為止停產。

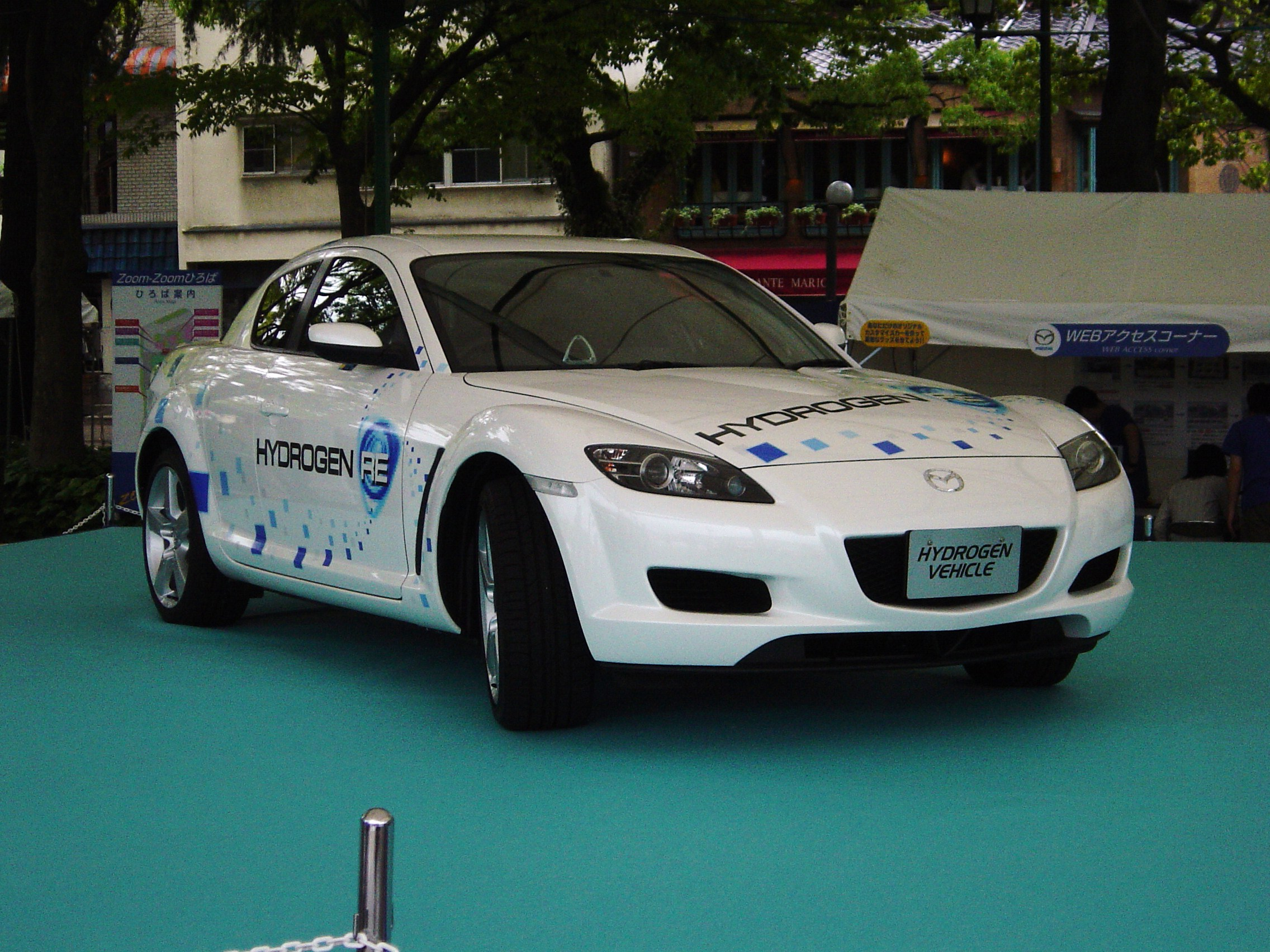
RX-8 Hydrogen RE氫氣與汽油雙燃料車車頭
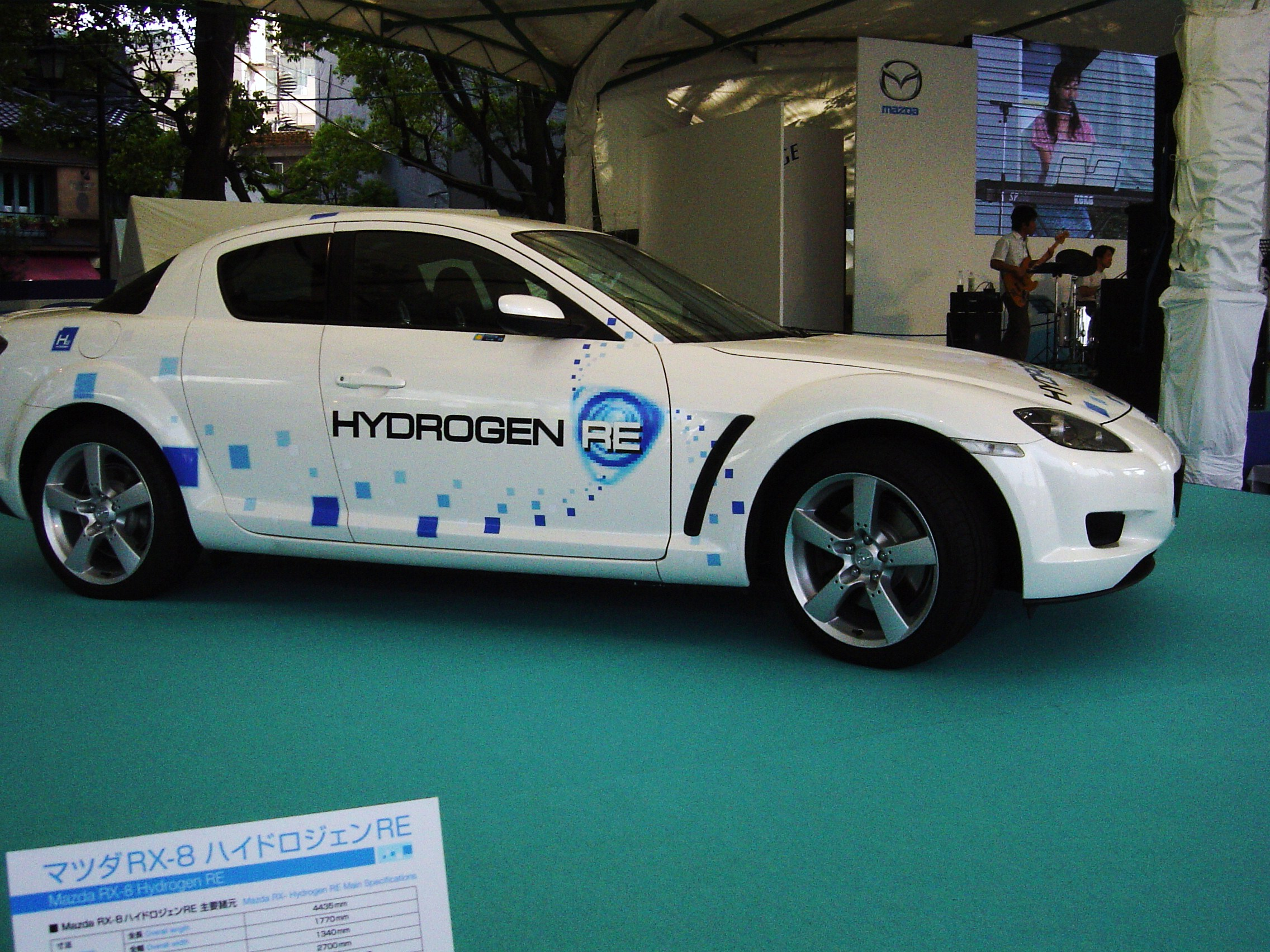
RX-8 Hydrogen RE氫氣與汽油雙燃料車側面
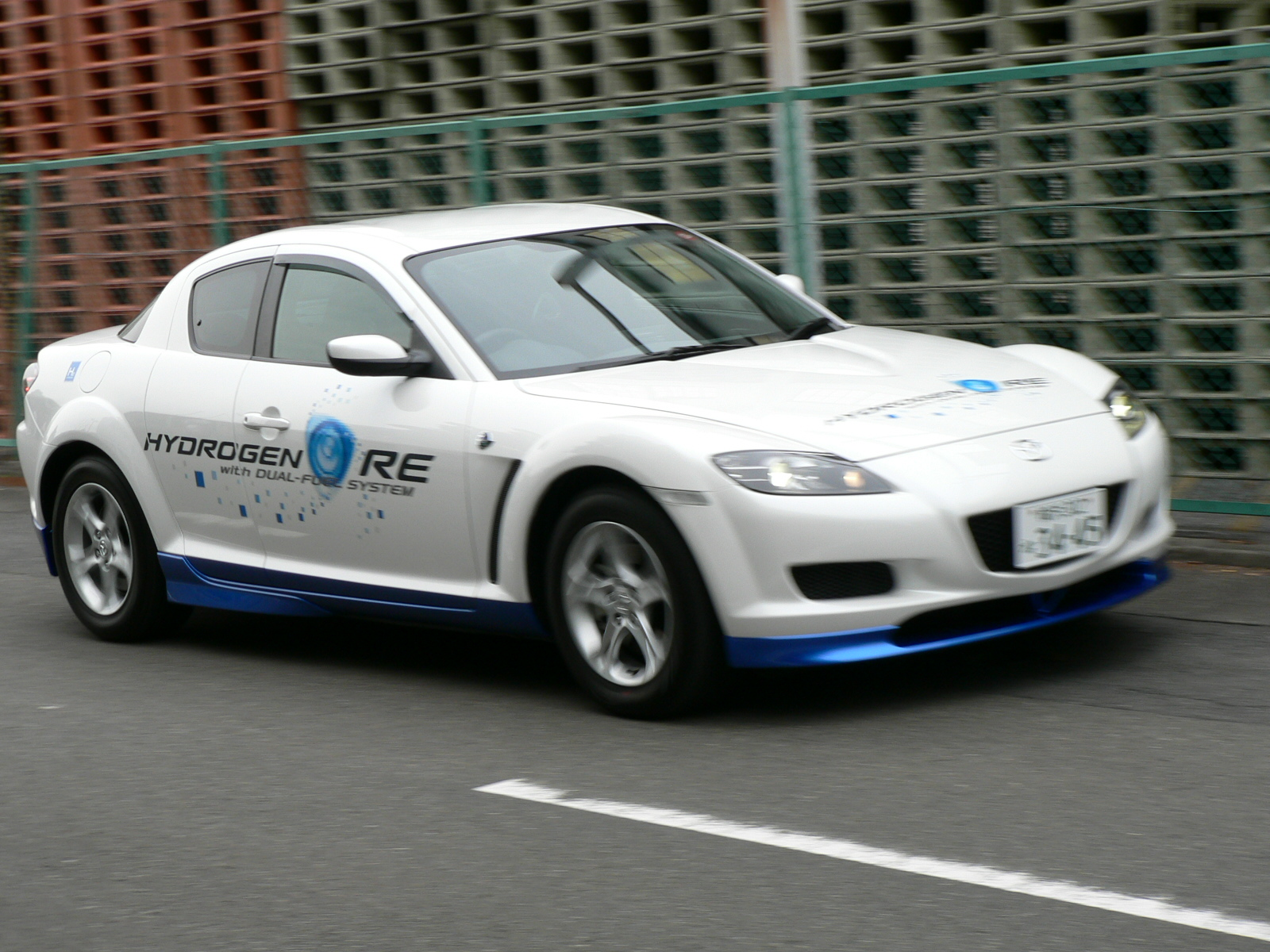
行駛中的RX-8 Hydrogen RE

## 小改款

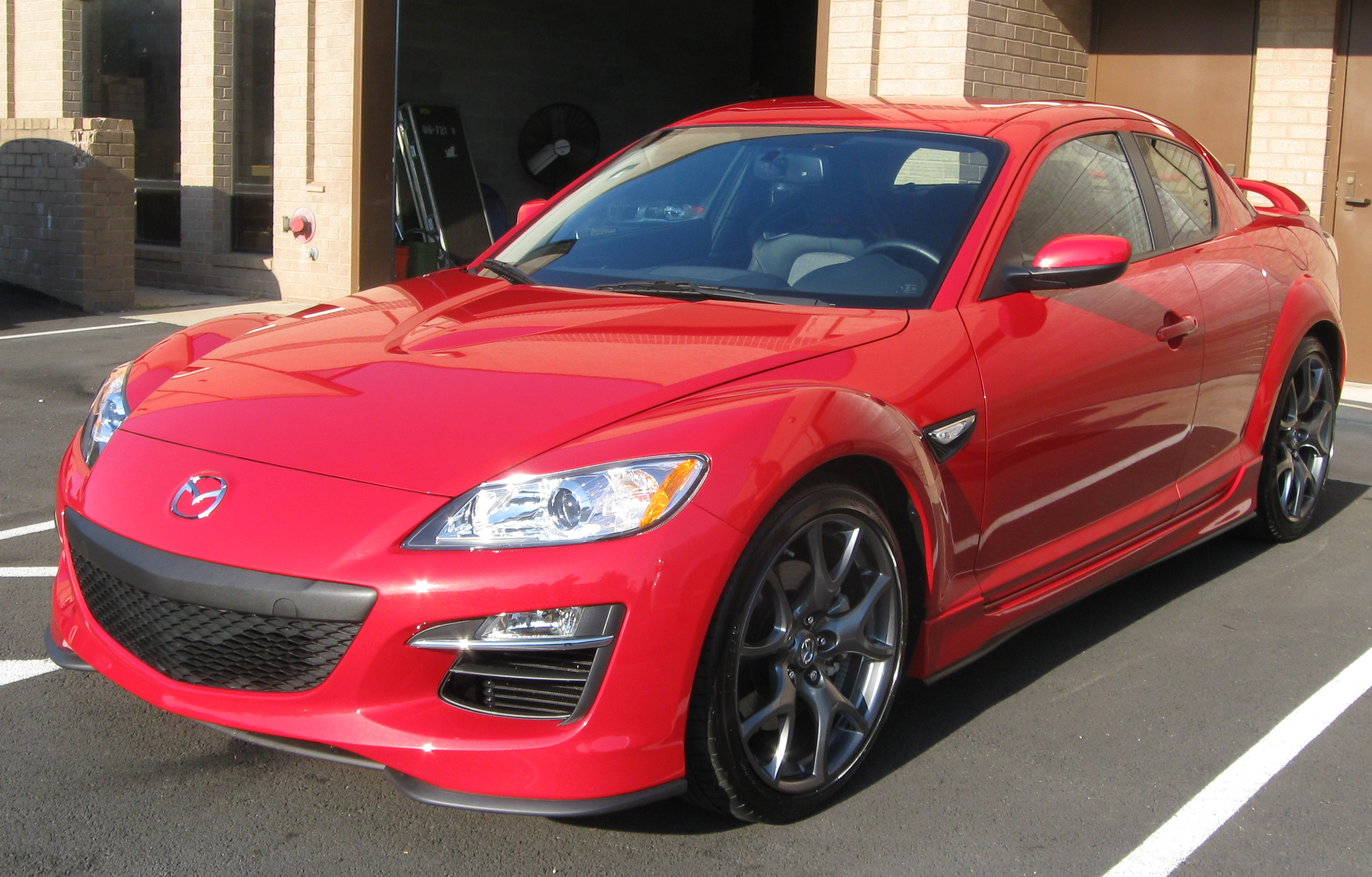
後期型車頭

2008年的底特律國際車展上，馬自達正式公開RX-8的小改款。在外觀方面，車頭換上狹長型頭燈，放大氣壩與其兩側進氣口的面積，霧燈移至兩側進氣口上方並加入鍍鉻飾條。尾燈改用雙環LED四尾燈，另外因排氣尾段加大90mm，後保桿之線條也重新設計過；鋁合金鋼圈為19吋五幅樹枝狀。內裝方面，採用新式三幅方向盤。除了懸吊系統重新調校，還增加一枝引擎室拉桿。原廠亦提供性能升級套件，包括倍適登（Bilstein）的運動化避震器、Recaro桶型賽車椅、還有後擾流尾翼、車身側裙、前下巴、19吋鋁圈、性能跑胎等空力套件以供選購。
2009年5月25日起，原廠又針對日規版進行升級，包括雨滴感應式雨刷、前門與車外後視鏡撥水玻璃、光感應頭燈、免鑰匙感應門鎖系統（keyless entry system）與引擎啟動按鈕（push start system）等都成為全車系的標準配備；而且車身塗裝增加銀、灰兩色，總共有七種車色可供選擇。
2010年 - 8月底馬自達開始在英國地區進行最後不到一百輛的清倉銷售。由於RX-8無法通過歐盟五期的排放標準而即將停產，在後繼車款尚未面世的青黃不接情況下，該公司搭載轉子引擎的跑車必須暫別市場。英國可說是這款車賣得最好的市場之一，全球186,632輛出售的RX-8裡，就有大約26,130輛於此地賣出。
2011年 - 由於該款車已經進入產品生命周期的衰退期，銷售量節節下降；加上無法通過更嚴苛的歐盟地區汽車廢氣排放標準，馬自達公司在該年10月宣布自2012年6月起停產。從2003年4月發售到2012年3月為止，全球總共出售192,094輛RX-8。

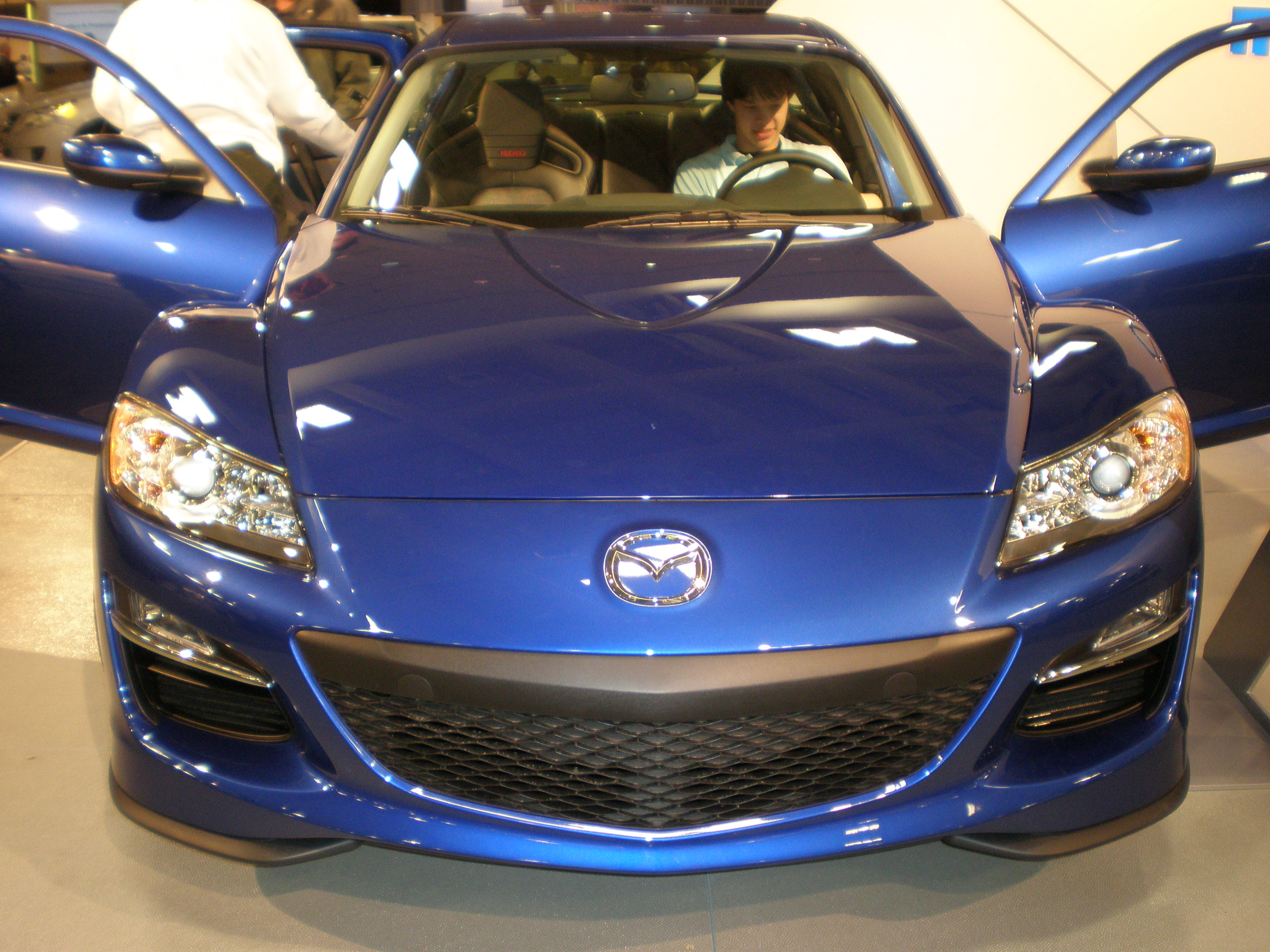
2008年舊金山車展上的RX-8
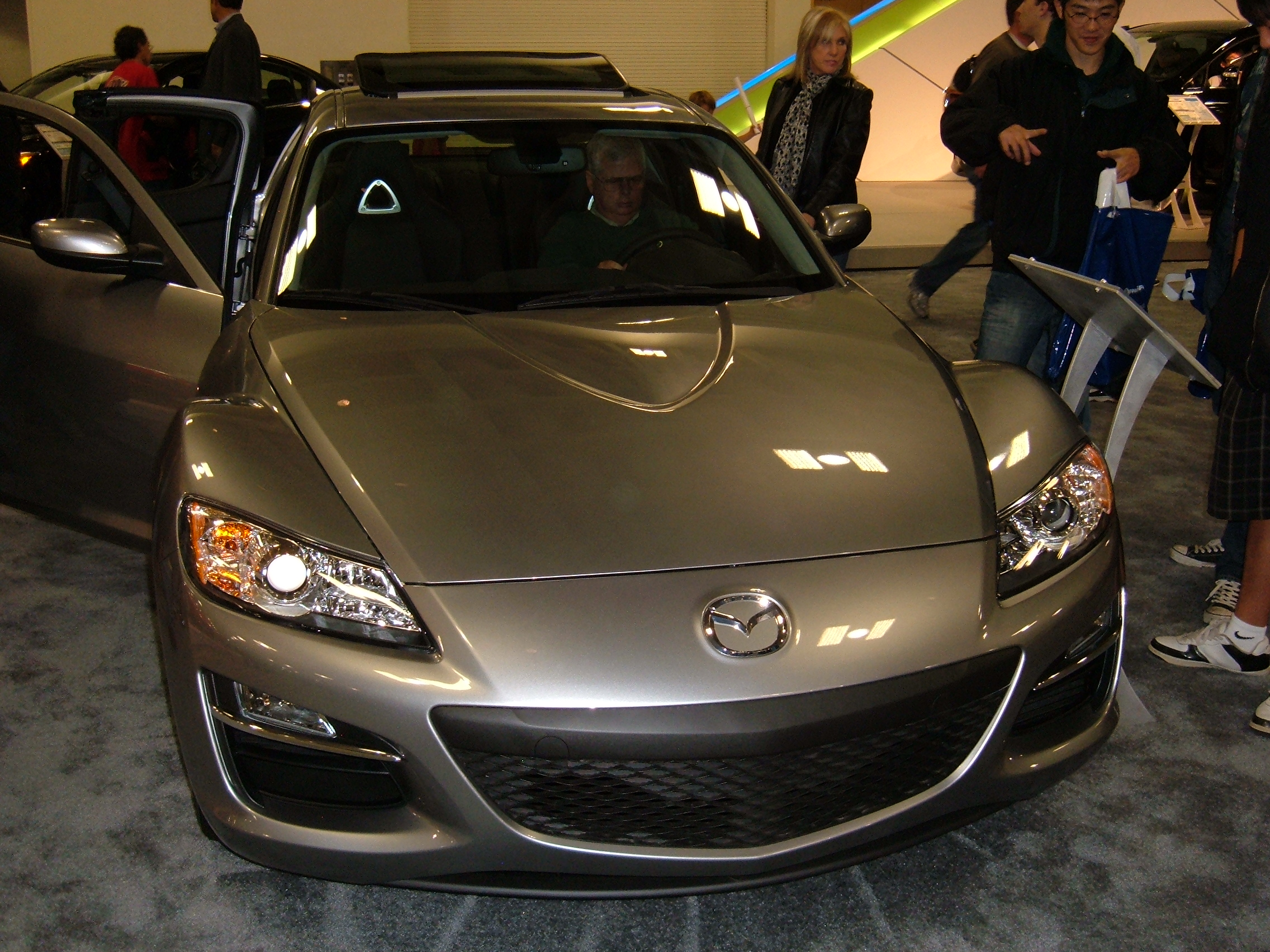
2009年舊金山車展上的RX-8
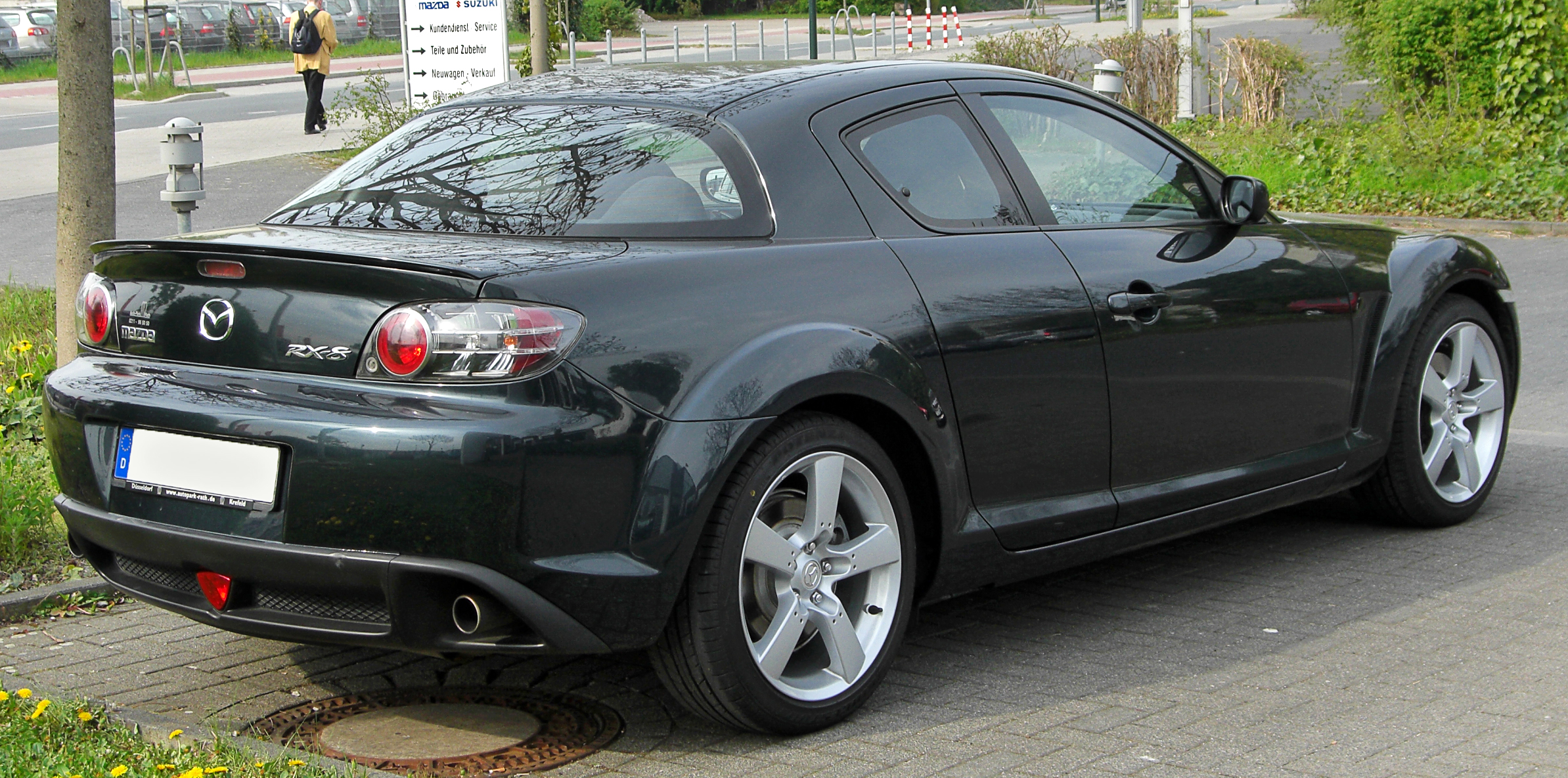
小改款之車尾

## 安全性召回
2016年11月15日馬自達美國分公司宣佈，由於車輛可能漏油引發危險，將召回多達69,447輛2004年至2008年間出廠的RX-8。起因為轉子引擎和排氣系統所產生的高熱可能造成主燃油泵和燃油傳輸泵的兩個密封圈劣化，進而斷裂而引起漏油，於是產生引火的潛在可能性。

## 未來展望
目前馬自達正投入下一世代轉子引擎的研發工作，代號為16X。雖然該公司原本計畫於2010年將16X型馬自達轉子引擎與RX-8後繼車款一同推出，但受到16X型引擎之油耗與二氧化碳排放的表現仍不盡理想，推出時間將繼續延後。忠實車迷們更引頸盼望馬自達能依循RX-7的純種跑車精神，開發出更輕量化、性能更強大的轉子引擎跑車。

## 外部連結
- （日語）日本の自動車技術240選：マツダRX-8ハイドロジェンRE
- （英文）Car And Driver: Mazda RX-8 - First Drive Review （页面存档备份，存于）